# جاکومو تدسکو
جاکومو تدسکو (انگلیسی: Giacomo Tedesco؛ زادهٔ ۱ فوریهٔ ۱۹۷۶) بازیکن فوتبال اهل ایتالیا است.
از باشگاه‌هایی که در آن بازی کرده‌است می‌توان به باشگاه فوتبال رجینا، باشگاه فوتبال تراپانی، باشگاه فوتبال کوزنتسا کالچو، باشگاه فوتبال سالرنیتانا، باشگاه فوتبال بولونیا، باشگاه فوتبال کاتانیا، باشگاه فوتبال پالرمو، و باشگاه فوتبال ناپولی اشاره کرد.